# Chó săn lội nước St. John
Chó săn lội nước St.John, còn được gọi là chó St. John hoặc Chó Newfoundland Nhỏ, là một giống chó bản địa (một giống chó được lai tạo có chủ đích, nhưng không phải theo phả hệ hoặc ngoại hình) của chó nhà từ Newfoundland. Có rất ít tư liệu về các giống chó đã truyền các đặc điểm di truyền vào giống này, mặc dù giống chó này có lẽ là kết quả của việc lai giống ngẫu nhiên của chó lao động Anh, Chó lao động Ireland và Chó lao động Bồ Đào Nha. Số lượng Chó săn lội nước St.John bắt đầu giảm dần vào đầu thế kỷ XX. Vào đầu những năm 1980, giống chó tạp chủng này đã tuyệt chủng.

## Sự tuyệt chủng
Chó săn lội nước St.John đã bị tuyệt chủng ở quê hương của nó bằng sự kết hợp của hai yếu tố. Trong một nỗ lực khuyến khích chăn nuôi cừu, những hạn chế nặng nề và thuế đã được yêu cầu vào quyền sở hữu chó trong thế kỷ XIX. Ngoài ra, điểm đến chính ở nước ngoài của chúng, Vương quốc Anh, đã áp đặt cách ly khắt khe lâu dài đối với tất cả các động vật nhập khẩu, đặc biệt là chó (1885) như là một phần của việc tiêu diệt bệnh dại. Tuy nhiên, ở cả hai tỉnh Newfoundland và Maritime, vẫn có những con chó giống đen lớn với nhiều đặc tính của chó St. John nguyên thủy.
Hai con chó St. John cuối cùng được biết đến đã được chụp ảnh vào đầu những năm 1980 (ở tuổi già) đã sống sót trong một "khu vực rất xa xôi", nhưng cả hai đều là chó đực, khiến giống chó này bị tuyệt chủng.